# Zwyrodnienie nigrostriatalne
Zwyrodnienie nigrostriatalne, zwyrodnienie prążkowiowoczarne (łac. degeneratio striatonigralis, ang. striatonigral degeneration, SND) – choroba neurodegeneracyjna, szczególna postać zaniku wieloukładowego (MSA). W jej przebiegu dochodzi do zaniku neuronów dróg łączących korę mózgową z prążkowiem i istotą czarną, które odpowiadają razem za płynność ruchów i utrzymanie równowagi. W badaniu MRI charakterystyczny jest intensywny sygnał z poduszki wzgórza; neuropatologicznie koreluje on z odkładaniem złogów żelaza w tej strukturze mózgu.

## Nomenklatura
W 1999 liczne zaburzenia neurologiczne poddano rewizji i zwyrodnienie nigrostriatalne razem z zespołem Shy’a-Dragera zaklasyfikowano do zaników wieloukładowych – parkinson (MSA-P).